# 布杜克諾斯特足球俱樂部
布杜克諾斯特足球俱樂部（ Fudbalski klub Budućnost Podgorica  ）是黑山的一家足球俱樂部。目前參加黑山足球甲級联赛的賽事。布杜克諾斯特波德戈里察足球俱樂部是布杜克諾斯特體育俱樂部的一部分。俱樂部成立於1925年。在1965年-1977年，球隊闖入過南斯拉夫杯的決賽。